# Herut
Herut,, właśc. Ruch Herut (hebr.: תנועת חירות, Tnuat Cherut, pol. Wolność) – prawicowa izraelska partia polityczna założona w 1948 roku przez Menachema Begina, jako polityczna sukcesorka paramilitarnej grupy Irgun. Partia popierała ekspansję osadników oraz wysiedlanie Arabów z Palestyny. Kontynuowała tradycje syjonizmu rewizjonistycznego, stworzonego przez Ze’ewa Żabotyńskiego, wzywającego do natychmiastowego utworzenia żydowskiego państwa na całym obszarze Mandatu Palestyny. W 1988 roku Herut zakończyła działalność, stając się integralną częścią prawicowej partii Likud.

## Historia
Herut został założony przez Menachema Begina w 1948 roku. Partia ta kontynuowała tradycje ideologiczne Irgunu, paramilitarnej organizacji żydowskiej walczącej z Arabami i Brytyjczykami w Mandacie Palestyny. Nowe ugrupowanie stało się konkurencją dla organizacji założonej przez Żabotyńskiego – Ha-Cohar. Część rewizjonistycznych syjonistów oskarżyła Begina o kradzież idei Żabotyńskiego i odmówiła przyłączenia się do Herutu.
Nowe ugrupowanie było szeroko krytykowane, również w środowiskach żydowskich. 4 grudnia 1948 roku New York Times opublikował list otwarty podpisany przez kilkunastu prominentnych żydowskich intelektualistów. Potępiali oni Begina, który akurat składał wizytę w Nowym Jorku. Porównali także syjonizm rewizjonistyczny do narodowego socjalizmu i faszyzmu. List został podpisany m.in. przez Alberta Einsteina, Hannah Arendt i Sidneya Hooka. Pisali oni:
Pomiędzy najbardziej niepokojącymi politycznymi fenomenami naszych czasów, znajduje się utworzenie w nowo powstałym państwie Izrael, „Partii Wolności”, partii politycznej zbliżonej w swojej organizacji, metodach, filozofii politycznej i wymowie społecznej do partii narodowo socjalistycznych i faszystowskich. Została ona sformowana z członków Irgun Zvai Leumi, terrorystycznej, prawicowej, szowinistycznej organizacji w Palestynie.
Obecna wizyta Menachema Begina, lidera tej partii, w Stanach Zjednoczonych została obliczona na stworzenie wrażenia, iż Ameryka popiera to ugrupowanie w nadchodzących wyborach w Izraelu i w celu scementowania politycznych więzi z konserwatywnymi syjonistycznymi elementami w USA. Kilku Amerykanów znanych w całym kraju przyjęło jego wizytę. Jest nie do pomyślenia, że ci, którzy sprzeciwiają się faszyzmowi na całym świecie, jeśli zostali poprawnie poinformowani o politycznym dorobku i perspektywach pana Begina, mogą wspierać ruch, który on reprezentuje.
Sygnatariusze listu pisali dalej:
Incydent w Dajr Jasin pokazuje charakter i działania „Partii Wolności”.
Wewnątrz żydowskiej społeczności, pochwalali oni mieszaninę ultranacjonalizmu, mistycyzmu religijnego i supremacji rasowej. Podobnie jak inne partie faszystowskie, byli oni używani do łamania strajków, jak również naciskali na destrukcję wolnych związków zawodowych. Proponowali związki korporacyjne, tak jak w modelu faszyzmu włoskiego.
Pomimo tej krytyki, w pierwszych wyborach parlamentarnych w Izraelu w 1949 roku, Herut otrzymał liczbę głosów wystarczającą do zapewnienia mu 14 miejsc. Oznaczało to, że stał się on czwartą partią w Knesecie, podczas gdy Hatzohar nie przekroczył progu wyborczego i zakończył wkrótce potem swą działalność. W trakcie kadencji pierwszego Knesetu, partia utraciła dwa mandaty, ponieważ Ari Żabotyński i Hillel Kook opuścili partię i zasiadali w ławach parlamentarnych jako deputowani niezrzeszeni.
W tym czasie Herut nie był uważany przez partie rządzące (głównie Mapai Dawida Ben Guriona) za ugrupowanie znajdujące się w głównym nurcie polityki. Ugrupowanie odmawiało uznania Królestwa Jordanii, często używając sloganu: Do wybrzeży Jordanu, postulując zajęcie przez Izrael całości Zachodniego Brzegu. Begin opowiadał się także przeciwko wielu posunięciom rządu – m.in. porozumieniu z RFN w 1952 roku dotyczącemu odszkodowań dla państwa Izrael. Zachęcał do cywilnego nieposłuszeństwa podczas debaty na temat tego aktu. Wielokrotny premier, Dawid Ben Gurion, przy tworzeniu koalicji rządowych, kierował się zasadą bez Maki i Herutu (Maki była partią komunistyczną w Izraelu).
Wybory parlamentarne w 1951 roku okazały się klęską dla partii, której stan posiadania został zmniejszony niemal o połowę. Herut zapewnił sobie 8 deputowanych. Jednak już następne wybory, w 1955 roku okazały się dużym sukcesem. Herut otrzymał 15 miejsc w Knesecie, co dało mu pozycję drugiej partii pod względem wielkości w izbie (po Mapai).
Herut zapewnił sobie 16 miejsc w izbie po wyborach w 1959 roku. Partia wykorzystywała rosnący sprzeciw wobec rządów lewicy, głównie pośród Żydów sefardyjskich. Herut ponownie pomógł obalić rząd, kiedy to w 1961 wraz z Ogólnymi Syjonistami partia poparła wniosek o wotum nieufności wobec gabinetu, w związku z tzw. aferą Lawona. Po wyborach 1961 roku ugrupowanie otrzymało 17 miejsc w Knesecie. Wkrótce potem ugrupowanie połączyło się z Partią Liberalną, tworząc Gahal (hebr.: גוש חרות-ליברלים, Gush Cherut-Liberalim, Blok Herutu i Liberałów). Pomimo tego każdy z podmiotów zachował autonomię wewnątrz nowej partii.
Na początku lat 70. Gahal połączył się z Wolnym Centrum, Listą Państwową i pozaparlamentarnym Ruchem na rzecz Wielkiego Izraela. W ten sposób powstał Likud. Ponownie wszystkie elementy składowe zachowały odrębność, jako wewnątrzpartyjne frakcje. Wewnątrz Likudu, Herut był podmiotem dominującym. Po wyborach w 1977 roku, Likud okazał się zwycięzcą. Stało się tak po raz pierwszy w historii Izraela, kiedy to ugrupowanie prawicowe uzyskało najwięcej głosów. Begin został premierem, zachowując to stanowisko do wyborów w 1981 roku. W 1983 roku ustąpił, a jego miejsce zajął Icchak Szamir, który został szefem Herutu (jak również całego Likudu) oraz premierem.
Herut ostatecznie zakończył swą działalność w 1988 roku, kiedy to Likud przekształcił się w partię unitarną.

## Politycy Herutu

### Posłowie wpierwszym Knesecie
Posłowie wybrani w wyborach w 1949: Menachem Begin, Jochanan Bader, Arje Ben Eli’ezer, Uri-Cewi Grinberg, Ari Żabotyński, Szemu’el Kac, Hillel Kook, Chajjim Kohen-Meguri, Chajjim Landau, Elijjahu Lankin, Ja’akow Meridor, Szemu’el Merlin, Awraham Rakanti, Ester Razi’el-Na’or.

### Posłowie wdrugim Knesecie
Posłowie wybrani w wyborach w 1951: Arje Altman, Arje Ben Eli’ezer, Binjamin Awni’el, Ester Razi’el-Na’or, Chajjim Landau, Menachem Begin, Ja’akow Meridor, Jochanan Bader.
Posłowie, którzy weszli do Knesetu w trakcie trwania kadencji: Eli’ezer Szostak i Chajjim Kohen-Meguri

### Posłowie wtrzecim Knesecie
Posłowie wybrani w wyborach w 1955: Arje Altman, Arje Ben Eli’ezer, Binjamin Arditi, Binjamin Awni’el, Eli’ezer Szostak, Ester Razi’el-Na’or, Chajjim Kohen-Meguri, Chajjim Landau, Menachem Begin, Mordechaj Olmert, Nachum Lewin, Szimszon Unichman, Ja’akow Meridor, Jochanan Bader, Josef Szofman.